# Castelo de Châteauneuf
O Château de Châteauneuf, também chamado de Château de Châteauneuf-en-Auxois, é um castelo do século XV na comuna de Châteauneuf, no departamento de Côte-d'Or.
É classificado desde 1936 como monumento histórico pelo Ministério da Cultura da França.